# Seznam dětí Priama
Podle řecké mytologie měl Priamos, mytický trójský král a osobnost trójských válek, údajně 18 dcer a 68 synů. Priamos měl několik manželek, hlavní Hekabé, dceru Dýmase nebo Kissea, a několik konkubín, které mu porodily děti. Neexistuje žádný oficiální seznam, ale mnoho z nich je zmíněno v různých řeckých mýtech. Téměř všechny Priamovy děti byly zabity Řeky v průběhu trójské války nebo krátce po ní.
Tři hlavní zdroje jmen Priamových dětí jsou: Homérova Ilias, kde je mezi obránci Tróje krátce zmíněna řada jeho synů; a dva seznamy v Bibliothéce a Hyginusově Fabulae. Vergilius také zmiňuje některé z Priamových synů a dcer v Aeneis. O některých dcerách zajatých na konci války se zmiňuje Pausaniás, který se zase odvolává na obrazy Polygnóta v Lésché v Delfách.
Pokud by Aeneův otec a Priamos byli bratranci, pak by byl Aeneas synem Priamova bratrance z prvního kolena, nikoli bratrancem z druhého kolena. Priamovy děti by byly bratranci a sestřenicemi Aenea z druhého kolene.

## Synové
| Jméno       | Zdroje | Zdroje      | Zdroje  | Zdroje    | Zdroje  | Matka, pokud je známa | Poznámky |
| ----------- | ------ | ----------- | ------- | --------- | ------- | --------------------- | --- |
| Jméno       | Homér  | Apollodóros | Hyginus | Vergilius | Ostatní | Matka, pokud je známa | Poznámky |
| Hektór      | ✓      | ✓           | ✓       | ✓         |         | Hekabé                | Ústřední trójský hrdina v trójské válce; zjevný následník trůnu; zabit Achillem, který připevnil Hektórovo tělo k válečnému vozu a vláčel ho po městě. |
| Paris       | ✓      | ✓           | ✓       | ✓         |         | Hekabé                | Vychován jako pastýř; jeho únos Heleny zahájil trójskou válku; zabit Filoktétém                                                                        |
| Déifobos    | ✓      | ✓           | ✓       | ✓         |         | Hekabé                | Možná nejmazanější z trójských princů se po Parisově smrti oženil s Helenou. Byl zabit Odysseem a/nebo Meneláem během plenění Tróje.                   |
| Helenos     | ✓      | ✓           | ✓       | ✓         |         | Hekabé                | Dvojče Kassandry a stejně jako ona věštec. Po Parisově smrti prohrál s Déifobos v soutěži o ruku Heleny. Později se ožení s Andromaché.                |
| Polydóros   | ✓      | ✓           | ✓       | ✓         |         | Hekabé                | Nejmladší ze synů. Zabit králem Polyméstorem z Thrákie během nebo po pádu Tróje.                                                                       |
| Trojlos     | ✓      | ✓           | ✓       | ✓         |         | Hekabé                | Možná zplodil Apolla. Zabit Achillem. |
| Polítés     | ✓      | ✓           | ✓       | ✓         |         | Hekabé                | Zabit Neoptolemem, během drancování Tróje. |
| Ippothoos   | ✓      |             | ✓       |           |         |                       | |
| Kebrionés   | ✓      | ✓           | ✓       |           |         |                       | Zabit Patroklem kamenem. |
| Gorgythión  | ✓      | ✓           | ✓       |           |         | Kastianeira           | Zabit v bitvě Teúkrem, jehož šíp mířil na Hektóra. |
| Ágáthón     | ✓      | ✓           | ✓       |           |         |                       | Jeden z posledních přeživších princů během trójské války.                                                                                              |
| Méstór      | ✓      | ✓           | ✓       |           |         |                       | Zabit Achillem. |
| Chromios    | ✓      | ✓           | ✓       |           |         |                       | Zabit Diomédem. |
| Doryklos    | ✓      | ✓           | ✓       |           |         |                       | Zabit Aiásem. |
| Démokoónta  | ✓      | ✓           | ✓       |           |         |                       | Zabit Odysseem. |
| Ántifos     | ✓      | ✓           |         |           |         | Hekabé                | Zabit Agamemnónem. |
| Lykaón      | ✓      | ✓           |         |           |         | Laothoé               | Zabit Achillem. |
| Pammón      | ✓      | ✓           |         |           |         | Hekabé                | Zabit Neoptolemem, během drancování Tróje. |
| Díos        | ✓      |             | ✓       |           |         |                       | |
| Ísos        | ✓      |             |         |           |         |                       | Zabit Agamemnónem. |
| Ántifonos   | ✓      |             |         |           |         |                       | Zabit Neoptolemem, během drancování Tróje. |
| Échemmón    | ✓      |             |         |           |         |                       | Zabit Diomédem. |
| Árchemachos |        | ✓           | ✓       |           |         |                       | |
| Árétos      |        | ✓           | ✓       |           |         |                       | Zabit kopím od Automedóna. |
| Áskanios    |        | ✓           | ✓       |           |         |                       | |
| Bias        |        | ✓           | ✓       |           |         |                       | |
| Déiopités   |        | ✓           | ✓       |           |         |                       | Zabit Megéem, během drancování Tróje. |
| Dryops      |        | ✓           | ✓       |           |         |                       | Zabit Achillem. |
| Euagoras    |        | ✓           | ✓       |           |         |                       | |
| Euandros    |        | ✓           | ✓       |           |         |                       | |
| Ýperochos   |        | ✓           | ✓       |           |         |                       | |
| Polymedon   |        | ✓           | ✓       |           |         |                       | |
| Aigeóneus   |        | ✓           |         |           |         |                       | |
| Aisakos     |        | ✓           |         |           |         | Arisbé nebo Alexirhoé | Proměnil se v potápku. |
| Ástygonos   |        | ✓           |         |           |         |                       | |
| Átas        |        | ✓           |         |           |         |                       | |
| Chersidamas |        | ✓           |         |           |         |                       | Zabit Odysseem. |
| Klonios     |        | ✓           |         |           |         |                       | |
| Échefrón    |        | ✓           |         |           |         |                       | |
| Glaúkos     |        | ✓           |         |           |         |                       | |
| Íppodamas   |        | ✓           |         |           |         |                       | Zabit Achillem. |
| Ípponos     |        | ✓           |         |           |         | Hekabé                | Zabit Achilleem těsně před jeho smrtí. |
| Yperión     |        | ✓           |         |           |         |                       | |
| Ídomeneus   |        | ✓           |         |           |         |                       | |
| Laodokos    |        | ✓           |         |           |         |                       | |
| Lysithoos   |        | ✓           |         |           |         |                       | |
| Melanippos  |        | ✓           |         |           | [ 3 ]   |                       | Zastřelen Teúkrem. |
| Myliós      |        | ✓           |         |           |         |                       | |
| Filaimón    |        | ✓           |         |           |         |                       | |
| Telestas    |        | ✓           |         |           |         |                       | |
| Antinoos    |        |             | ✓       |           |         |                       | |
| Astynomos   |        |             | ✓       |           |         |                       | |
| Áxion       |        |             | ✓       |           |         |                       | Zabit Eurypylem. |
| Brissonius  |        |             | ✓       |           |         |                       | |
| Cheirodamas |        |             | ✓       |           |         |                       | |
| Chrysolaus  |        |             | ✓       |           |         |                       | |
| Dolon       |        |             | ✓       |           |         |                       | |
| Eresus      |        |             | ✓       |           |         |                       | |
| Hero(n)     |        |             | ✓       |           |         |                       | |
| Ípasos      |        |             | ✓       |           |         |                       | |
| Hipposidus  |        |             | ✓       |           |         |                       | |
| Ilagus      |        |             | ✓       |           |         |                       | |
| Lysides     |        |             | ✓       |           |         |                       | |
| Palaimón    |        |             | ✓       |           |         |                       | |
| Polymelus   |        |             | ✓       |           |         |                       | |
| Proneos     |        |             | ✓       |           |         |                       | |
| Protodamas  |        |             | ✓       |           |         |                       | |
| Chaon       |        |             |         | ✓         |         |                       | |
| Ídaíos      |        |             |         |           | [ 3 ]   |                       | |

## Dcery
| Jméno       | Zdroje | Zdroje      | Zdroje  | Zdroje    | Zdroje    | Matka, pokud je známa | Poznámky |
| ----------- | ------ | ----------- | ------- | --------- | --------- | --------------------- | --- |
| Jméno       | Homér  | Apollodóros | Hyginus | Pausaniás | Vergilius | Matka, pokud je známa | Poznámky |
| Kassandra   | ✓      | ✓           | ✓       | ✓         | ✓         | Hekabé                | Helenovo dvojče, kněžka Apollóna, dostala od něj dar proroctví, ale byla prokleta, aby se jí nikdy neuvěřilo. |
| Laodiké     | ✓      | ✓           | ✓       | ✓         |           | Hekabé                | Homér ji nazývá nejkrásnější z Priamových dcer.                                                               |
| Médesikaoté | ✓      | ✓           | ✓       | ✓         |           |                       | Nemanželská dcera; provdala se za Ímbriose.                                                                   |
| Kreúsa      |        | ✓           | ✓       | ✓         | ✓         |                       | Provdala se za Aineia.                                                                                        |
| Medúza      |        | ✓           | ✓       | ✓         |           |                       | |
| Áristodémé  |        | ✓           |         |           |           |                       | |
| Lysimaché   |        | ✓           |         |           |           |                       | |
| Polyxené    |        | ✓           |         | ✓         | ✓         | Hekabé                | Zajata Řeky a později obětována na Achilleově hrobce.                                                         |
| Demnosia    |        |             | ✓       |           |           |                       | |
| Demosthea   |        |             | ✓       |           |           |                       | |
| Ethionome   |        |             | ✓       |           |           |                       | |
| Énioché     |        |             | ✓       |           |           |                       | |
| Ílióna      |        |             | ✓       |           | ✓         | Hekabé                | Nejstarší dcera.                                                                                              |
| Lysianassa  |        |             | ✓       |           |           |                       | |
| Nereis      |        |             | ✓       |           |           |                       | |
| Fegea       |        |             | ✓       |           |           |                       | |
| Filomela    |        |             | ✓       |           |           |                       | |
| Áristomaché |        |             |         | ✓         |           |                       | Provdala se za Kritolause, syna Íketaona.                                                                     |

Pausanias na seznam zapsal i několik dalších trójských zajatých žen, které mohou nebo nemusí být dcerami Priama: Klymené, Xenodiké, Deinome, Metioche, Peisis, Kleodike. Poznamenává však, že pouze Klymené a Deinome byly zmíněny v jemu známých literárních pramenech a že zbytek jmen mohl vymyslet Polygnotos.